# Haworthiopsis attenuata
A Haworthiopsis attenuata, korábban Haworthia attenuata az egyszikűek (Liliopsida) osztályának a spárgavirágúak (Asparagales) rendjébe, ezen belül a fűfafélék (Asphodelaceae) családjába tartozó faj.

## Előfordulása
A Haworthiopsis attenuata eredeti előfordulási területe a Dél-afrikai Köztársaságbeli Kelet-Fokföld (Eastern Cape). Manapság világszerte tartják; nemzetségének a legközkedveltebb és termesztettebb dísznövénye.

## Változata
- Haworthiopsis attenuata var. radula (Jacq.) M.B.Bayer

## Megjelenése
Örökzöld, pozsgás növény, melynek kis, 6-12 centiméteres levelei csokrosan nőnek. A szélei kevésbé érdesek, mint más fajoké, azonban kis, fehér kinövések még mindig találhatók rajta. A levélen fehér sávok is vannak; egyes termesztett változatoknál ezek a fehér sávok, sűrű csíkozásává váltak. A vadonban nagy csomókat alkot. Gyakran összetévesztik a nála jóval ritkább, Haworthiopsis fasciatával; azonban ez utóbbinak csak a levél alsó felén vannak dudorok. Továbbá a H. attenuata levelei nem szálasok, viszont hosszabbak, vékonyabbak, szétállóbbak és általában keményebbek, de nem mindig.

## Életmódja
Mint sok más pozsgás, ez a növény is a jó lefolyású, szárazabb talajokat kedveli. Mivel igénytelen és tűrőképes, kiváló szobanövény. Kedveli a Napsütést, azonban túl sok napfény megfehéríti vagy megsárgítja. Nyáron rendszeres öntözést igényel, de két öntözés között meg kell várni míg kiszárad a talaj; télen elég, ha kéthetenként öntözik. Novemberben és decemberben virágzik.

## Képek

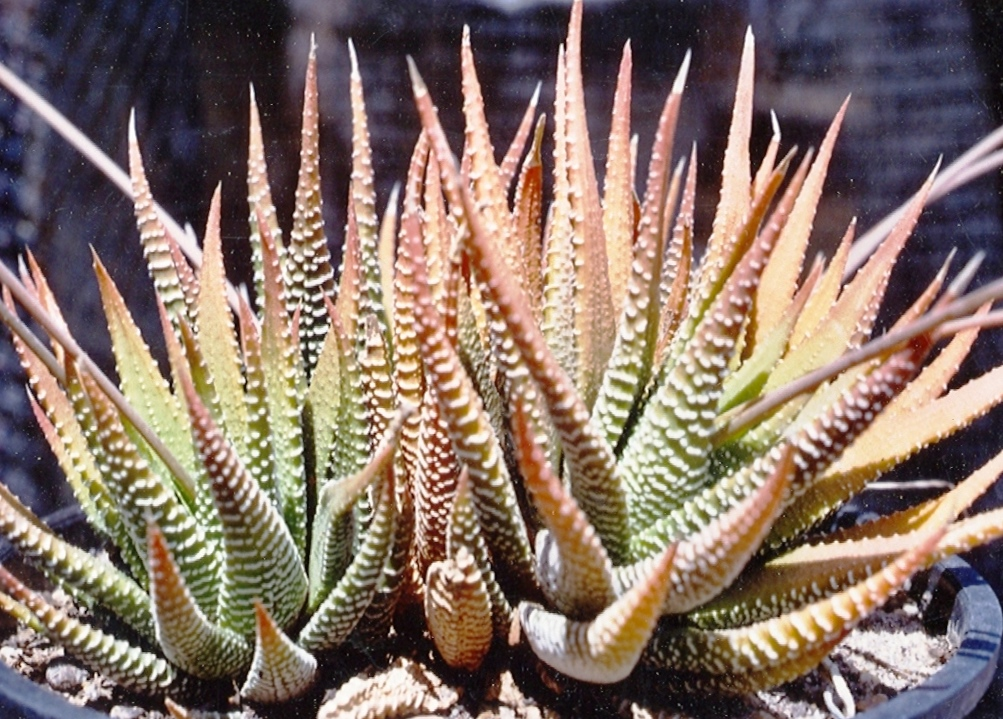
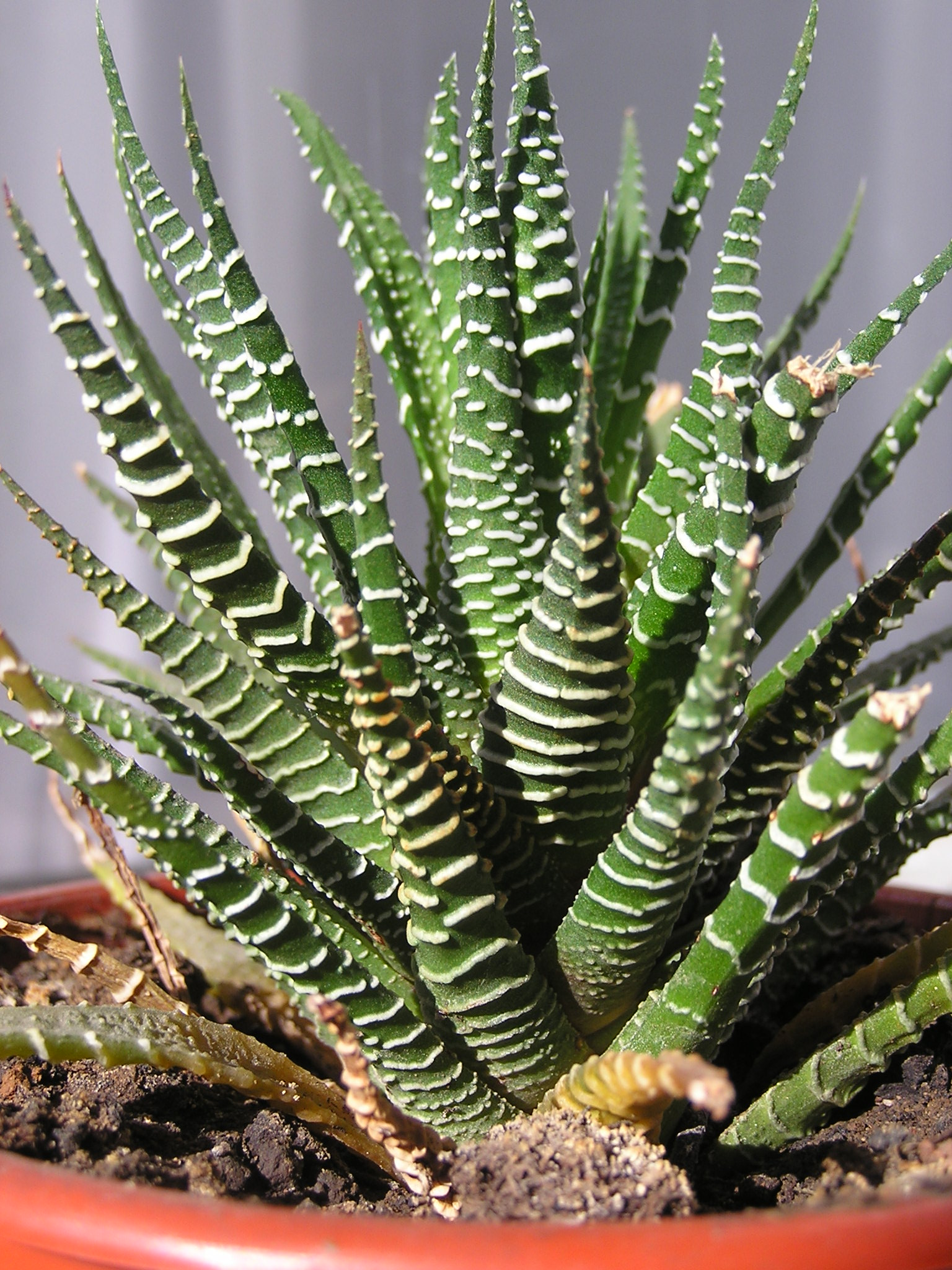
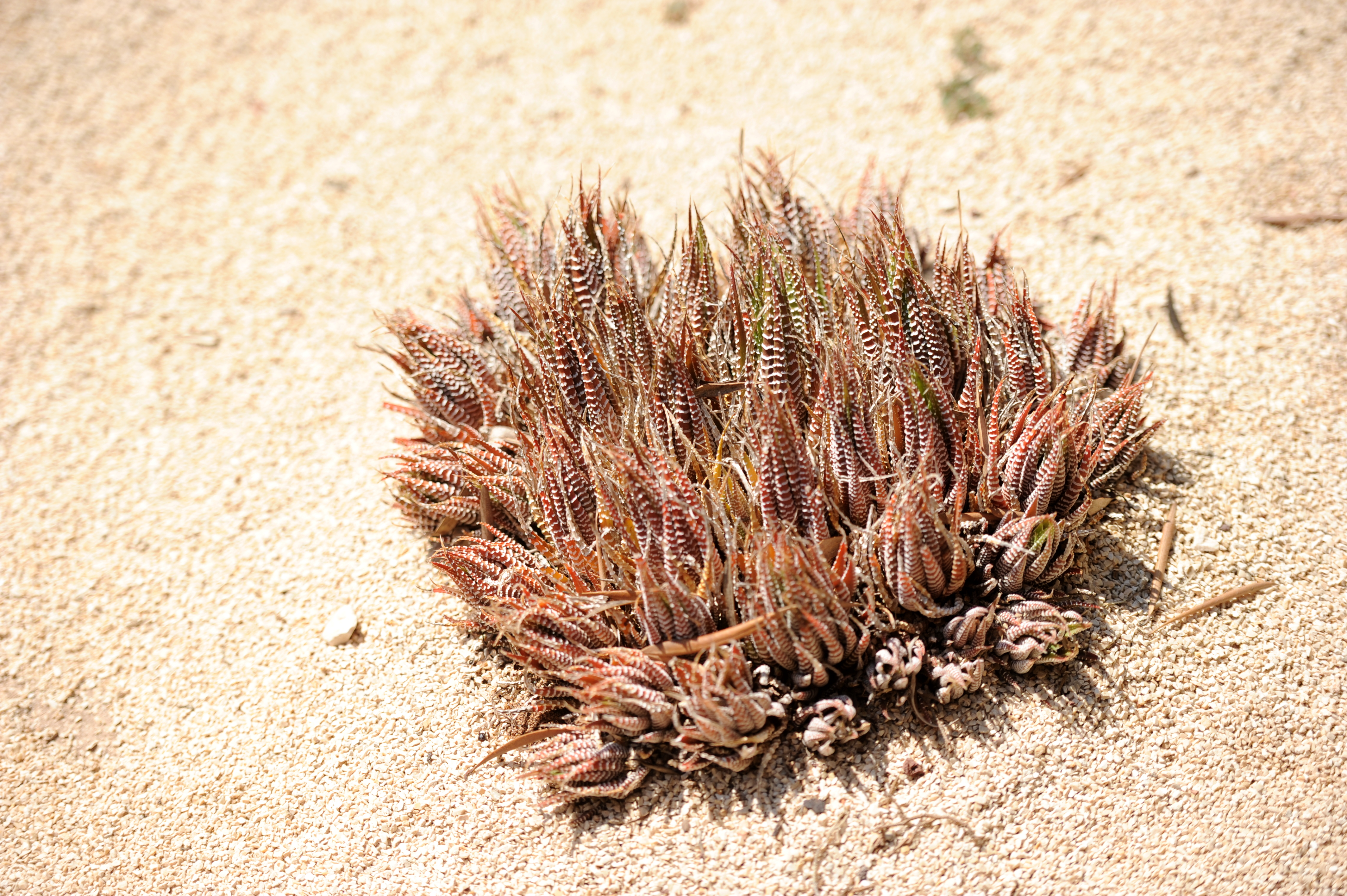
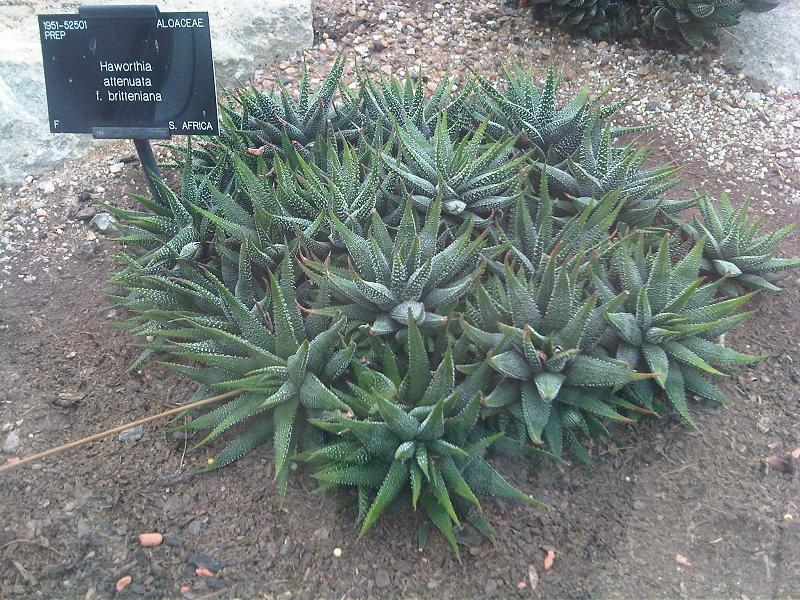
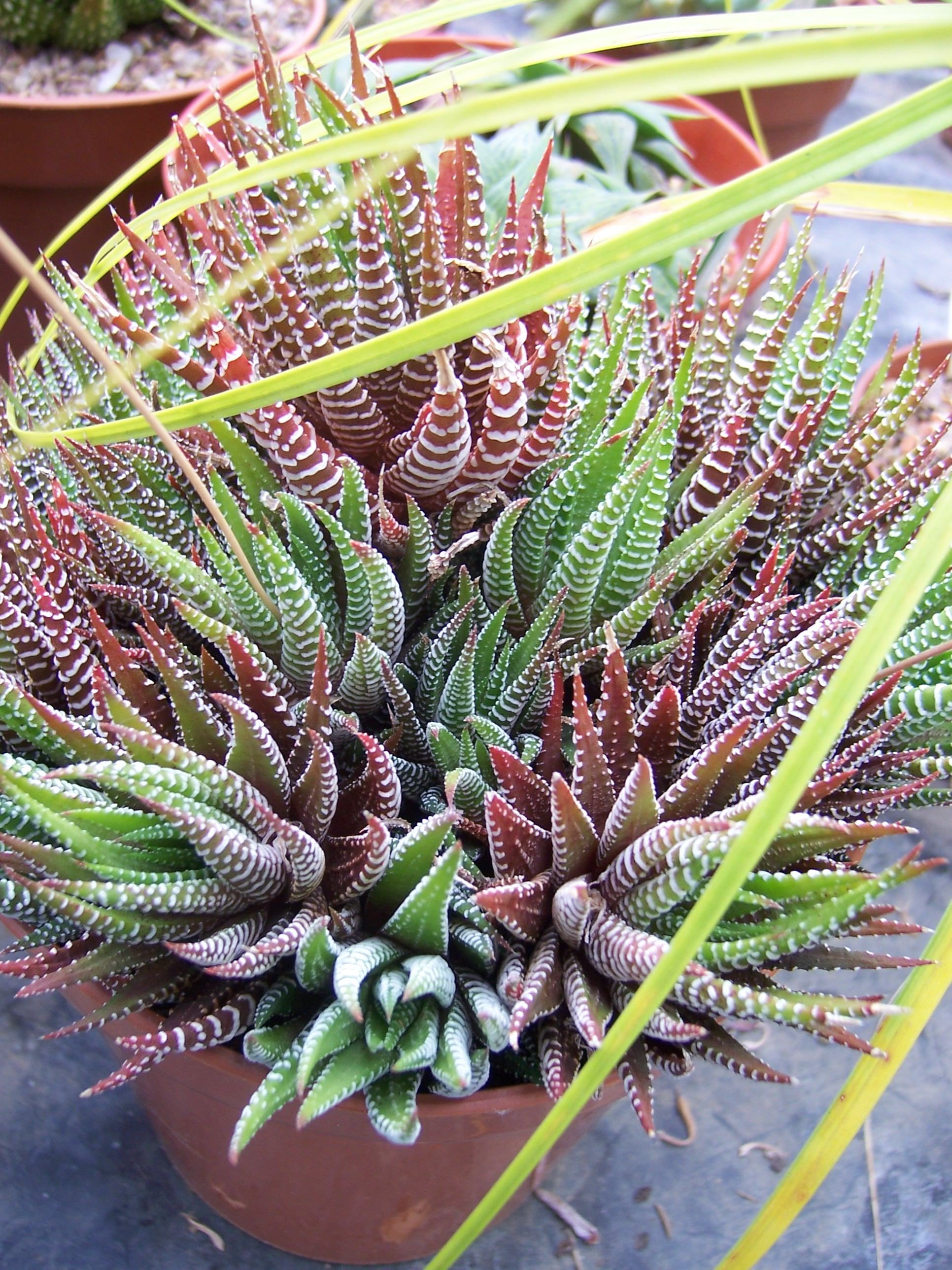
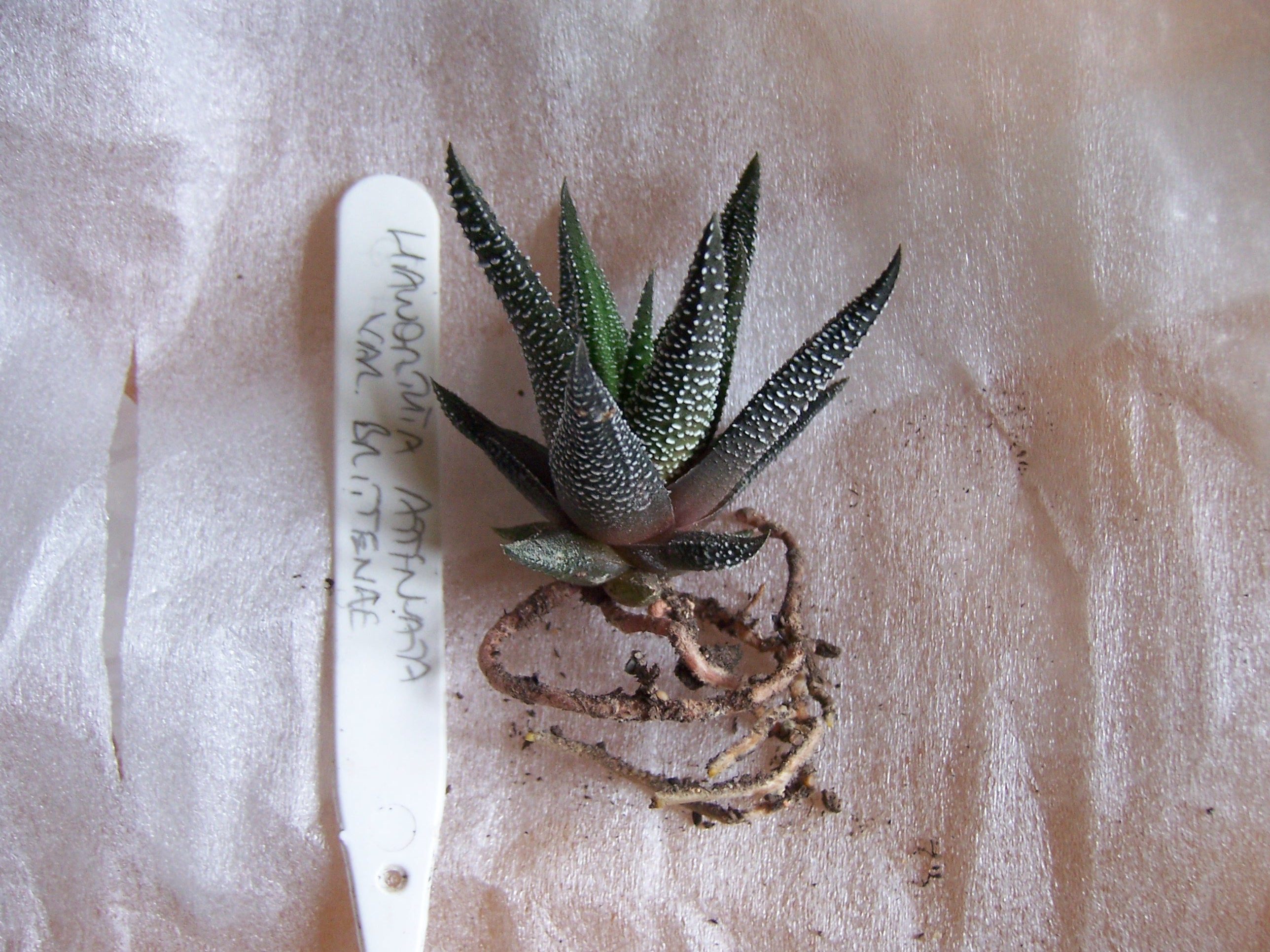
Gyökerestől

### Fordítás
- Ez a szócikk részben vagy egészben  a   Haworthiopsis attenuata című angol Wikipédia-szócikk ezen változatának fordításán alapul.  Az eredeti cikk szerkesztőit annak laptörténete sorolja fel. Ez a jelzés csupán a megfogalmazás eredetét és a szerzői jogokat jelzi, nem szolgál a cikkben szereplő információk forrásmegjelöléseként.